# Hanna Lundblad
Hanna Lundblad (født 17. september 1961) er en dansk manuskriptforfatter og dramaturg. Medlem af teaterensemblet Dr. Dante, programmedarbejder i Danmarks Radios Dramaafdeling. Mangeårigt samarbejde med ægtefællen Stig Thorsboe på tv-serierne Krøniken fra 2004, Lykke fra 2011 og Badehotellet fra 2013.
Lundblad fungerer også som foredragsholder.
Lundblad mødte Thorsboe under arbejdet med tv-serien Landsbyen.
Sammen har de to børn.
Hendes familiemæssige baggrund har i nogen grad været inspiration for Krønikens Idas baggrund.